# Borel–Moorehomologi
Inom matematiken är Borel−Moorehomologi en homologiteori för lokalt kompakta rum, introducerad av Borel och  Moore (1960). 
För kompakta rum är Borel−Moores homologi samma som den singulära, men för okompakta rum ger den vanligen homologigrupper med bättre egenskaper.